# Sphaerosyllis austriaca
Sphaerosyllis austriaca é uma espécie de anelídeo pertencente à família Syllidae.
A autoridade científica da espécie é Banse, tendo sido descrita no ano de 1959.
Trata-se de uma espécie presente no território português, incluindo a sua zona económica exclusiva.